# Margarinotus purpurascens
Margarinotus purpurascens är en skalbaggsart som först beskrevs av Herbst 1791.  Margarinotus purpurascens ingår i släktet Margarinotus och familjen stumpbaggar. Enligt den svenska rödlistan är arten nära hotad i Sverige. Arten förekommer i Götaland, Gotland, Öland och Svealand. Arten har tidigare förekommit i Nedre Norrland och Övre Norrland men är numera lokalt utdöd. Artens livsmiljö är jordbrukslandskap. Inga underarter finns listade i Catalogue of Life.

## Bildgalleri

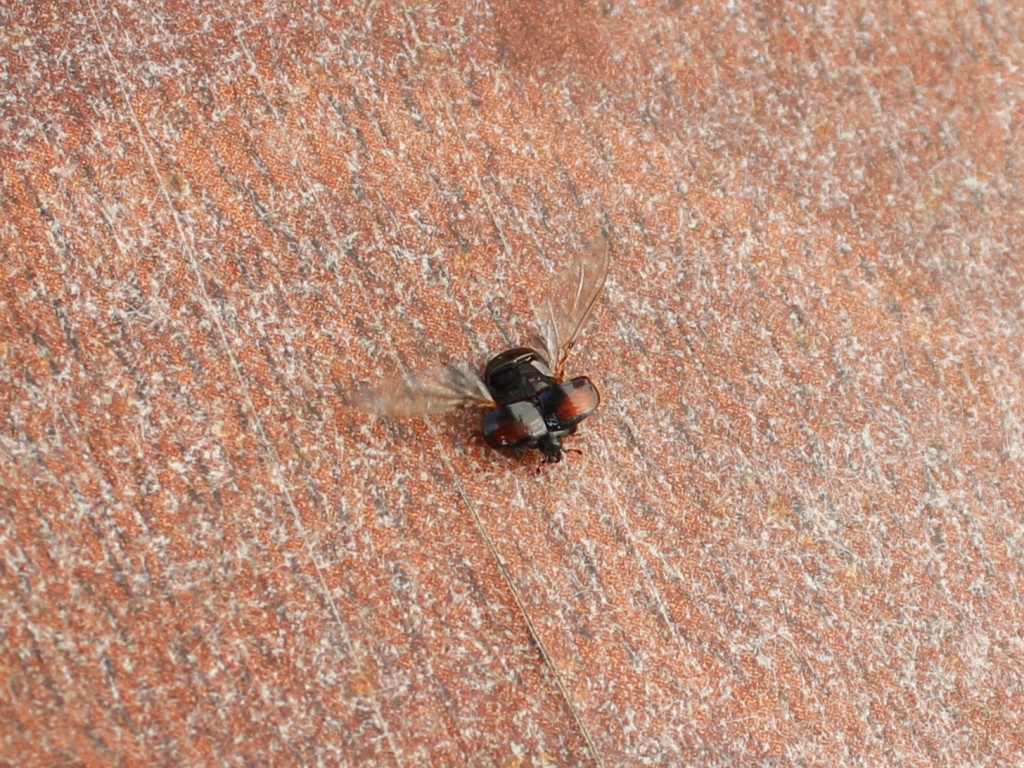